# Recea Mică
Recea Mică (węg. Kisrécse) – wieś w Rumunii, w okręgu Sălaj, w gminie Vârșolț. W 2011 roku liczyła 133 mieszkańców.